# Анна Беатриче д’Есте
Вижте пояснителната страница за други личности с името Беатриче д'Есте.
Анна Беатриче д’Есте (на италиански: Anna Beatrice d'Este; * 21 юли 1626, Модена, Херцогство Модена и Реджо; † 25 септември 1690, Мирандола, Херцогство Мирандола) от рода Есте е чрез брак херцогиня на Мирандола и маркиза на Конкордия.
Тя е последната ефективна съпруга на суверен на Мирандола и Конкордия, тъй като наследникът на нейния съпруг, Франческо Мария II Пико, е безбрачен по време на нейното управление и с него се поставя краят на Херцогство Мирандола, което след свалянето на самия Франческо Мария е присъединен към Херцогство Модена и Реджо .

## Произход
Тя е най-малкото дете на Алфонсо III д’Есте (* 1591, † 1644), бъдещ херцог на Модена и Реджо, и на съпругата му принцеса Изабела Савойска (* 1591, † 1626), починала месец след раждането й. Нейни дядо и баба по бащина линия са Чезаре д’Есте, херцог на Модена и Реджо, и Вирджиния де Медичи, а по майчина – херцог Карл Емануил I Савойски и Каталина-Микаела Испанска. Има девет братя и четири сестри:
- Чезаре (* 1609, † 1613)
- Франческо I (* 1610 † 1658), херцог на Модена и Реджо, съпруг на сестрите Мария Катарина и Витория Фарнезе, и на Лукреция Барберини;
- Обицо (* 1611, † 1644), епископ на Модена
- Катерина (* 1613, † 1628), монахиня
- Чезаре (* 1614, † 1677)
- Алесандро (*/† 1615)
- Карло Алесандро (* 1616, † 1679)
- Риналдо (* 1618 – 1672), епископ на Реджо Емилия, Палестрина и Монпелиер, кардинал
- Маргерита (* 1619, † 1692), херцогиня на Гуастала като съпруга на Феранте III Гонзага
- Беатриче (*/† 1620)
- Беатриче (* 1622, † 1623)
- Филиберто (* 1623, † 1645)
- Бонифачо (*/† 1624)

## Биография
Анна Беатриче се омъжва за Алесандро II Пико, херцог на Мирандола и маркиз на Конкордия от 1637 г., с 5 години по-млад от нея. Бракът има за цел да заздрави винаги проблемните отношения между двете семейства. Бракът  е сключен на 27 или 29 април 1656 г. в катедралата на Модена. Като негова съпруга тя става втора херцогиня-консорт на Мирандола и трета маркиза-консорт на Конкордия.
Умира в Мирандола на 25 септември 1690 г. на 64-годишна възраст. Надживявана е с няколко месеца от съпруга си, който умира в Конкордия на 2 февруари 1691 г.
Със смъртта си тя става последната ефективна съпруга на владетелите на Мирандола и Конкордия. Наследникът на нейния съпруг, племенникът му Франческо Мария II Пико, идва на власт на малко повече от 2-годишна възраст. Той се жени едва през 1716 г., когато вече е загубил всичките си титли и му е било конфискувано имуществото (1708). Франческо Мария не успява да изпълни имперските си задължения, заставайки на страната на французите, като така е изгонен от Херцогство Мирандола, което малко след това е продадено на семейство Есте и е присъединено към Херцогство Модена и Реджо.

## Брак и потомство
∞ 27 или 29 април 1656 в катедралата на Модена за Алесандро II Пико (30 март 1631, Мирандола – 2 февруари 1691, Конкордия), херцог на Мирандола (1637 – 1691), син на херцог Галеото Пико IV, от когото има шест сина и четири дъщери:
- Мария Изабела Пико (* 7 декември 1657, Мирандола, † 23 март 1720, Мадрид)
- Лаура Пико (* 16 ноември 1660, Мирандола, † 1720, Венеция), ∞ 28 февруари 1680 в Мирандола за Фердинандо III Гонзага (* 1648 † 1723), принц на Кастильоне деле Стивиере и Солферино, маркиз на Медоле, от когото има четирима сина
- Франческо Мария Пико (* 26 октомври 1661, Мирандола, † 19 април 1689, пак там), наследствен принц на Херцогство Мирандола, ∞ 1684 в Рим за Анна Камила Боргезе (* 1662, † 1715), от която има един син и две дъщери
- Галеото Пико (* 18 януари 1663, Мирандола, † 21 февруари 1710, Рим), господар на Сан Мартино Спино
- Син, близнак на Галеото († след раждане)
- Вирджиния Пико (* 12 ноември 1664, Мирандола, † 23 август 1703, пак там), монахиня кларисинка от 3 март 1691 като сестра Мария Беатриче
- Фулвия Пико (* 11 август 1666, Мирандола, † 28 декември 1731, Неапол), ∞ 29 ноември 1686 в Неапол за Томазо д’Акуино (* 1669, † 1721), принц на Феролето е Кастильоне
- Джовани Пико (* 19 октомври 1667, Мирандола, † 15 септември 1723, Мадрид или 1710, Болоня), маркиз на Куарантоли, има един извънбрачен и узаконен син
- Лудовико Пико (* 9 декември 1668, Мирандола, † 10 август 1743, Рим), кардинал 1712, патриарх на Константинопол 1706, префект на Апостолическия дворец
- Алесандро Пико (* 13 април 1670, Мирандола, † 24 януари 1711, Падуа), рицар на Малтийски орден 1685, доминикански монах 1708